# Ulrika Eleonora lägre elementarläroverk
Ulrika Eleonora lägre elementarläroverk (även Kungsholmens lägre elementarläroverk) var ett läroverk i Stockholm verksamt från 1858 till 1868.

## Historia
Skolan bildades 1820 i Ulrika Eleonora församling som Ulrika Eleonora lägre apologistskola.År 1858 ombildades den till Ulrika Eleonora lägre elementarläroverk som sedan lades ner 1868.